# Кар'ямукті
Кар'ямукті – село в регентстві Чіанджур, Західна Ява, Індонезія. Це місце розташування мегалітичної стоянки гори Паданг, яка лежить на пагорбі, що утворився з жерла згаслого вулкана.